# Der Erlkönig
Der Erlkönig (El rei dels elfs) és un poema escrit per Johann Wolfgang von Goethe que forma part d'un intermedi del seu Singspield Die Fischerin (La pescadora), escrit el 1782. Va tenir un gran impacte en la seva època i va ser convertit en lied per diversos compositors del moment, com Johann Friedrich Reichardt, Carl Friedrich Zelter, Hugo Wolf, Ludwig Spohr i Johann Carl Gottfried Löwe. Fins i tot Beethoven en va començar una. La versió més coneguda és la que en va fer Franz Schubert l'any 1815 que publicaria el 1821 com al seu Opus 1 (D. 328 posteriorment).

## Contextualització

### Context històric
El moviment cultural del moment era el romanticisme: moviment artístic i espiritual que, en les darreres dècades del segle xviii i durant el segle xix es va estendre per tot Europa i va determinar un renovament profund sobretot en la literatura, però també en qualsevol altra manifestació de l’art i la vida. Va aparèixer com a reacció revolucionària contra el racionalisme de la Il·lustració i el Classicisme. Al romanticisme, la llibertat individual de l’artista es correspon amb el nou règim liberal que s'imposava al món polític.
Relacionat amb el romanç, la imaginació, i el fantàstic, el terme s'aplica a les obres en què la fantasia i la imaginació en si mateixes són més importants que els trets clàssics com l'equilibri o la contenció. En la música, va portar a formes musicals més lliures i extenses, però també a la miniatura expressiva tan per a piano sol com en cançons artístiques (lieder) que posen l’èmfasi en l'expressió detallada que fa de la música, el text i els símbols que comporta, com és el cas de Der Erlkönig

### L'autor
Johann Wolfgang von Goethe (1749-1832) va ser un escriptor i poeta alemany d’origen burgès. La seva obra literària va començar amb influències franceses però a la dècada de 1770 ja va col·laborar amb el moviment Sturm und Drang, considerat el preludi del romanticisme a Alemanya, i el 1774 va escriure el famós Werther. La Revolució Francesa el va commoure fortament; va rebutjar, però, els mimetismes revolucionaris. Més tard va rebutjar també el romanticisme i es va identificar amb l'equilibri clàssic grecollatí. Va ser des del 1775 al servei de la cort de Weimar, on aviat es formà un important cercle d’intel·lectuals. Goethe va tenir ja en vida fama, prestigi, respecte i admiració.
És una de les grans figures de la literatura universal i molts dels seus escrits fan referència a la música, com Faust, la seva obra més important. La seva poesia va dominar la cançó alemanya des de Schubert fins a Wolf, encara que ell preferia les versions senzilles, com les de Zelter o Reichardt, a les elaborades de Schubert.

### El compositor

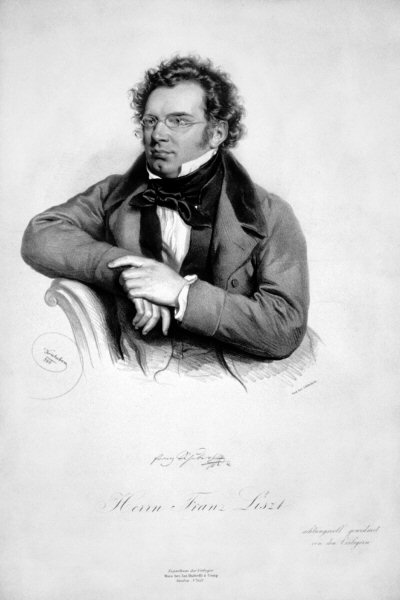
Franz Schubert

Schubert va néixer l’any 1797 a Viena. Fill d’un mestre, va demostrar des de la infància un extraordinari talent musical i va estudiar piano, violí, orgue, cant i harmonia. Des del 1808 al 1813 va estudiar composició amb Salieri i va ser membre del cor de la capella de la cort (al Konvikt). El 1814 ja havia escrit una gran quantitat d’obres i tot i la pressió familiar perquè abandonés la composició i continués amb l'ensenyament a l'escola del seu pare, va seguir escrivint abundantment.
Durant el 1815, any en què va compondre Der Erlkönig, no va passar cap fet especial en la vida de Schubert. Napoleó va fugir a l’illa d’Elba i va desembarcar a França quan tots els reis europeus, reunits a Viena, el creien acabat; l'epopeia del seu retorn a París, els Cent Dies i Waterloo no semblen afectar el compositor de manera massa evident.
Però va ser un dels períodes més prolífics de la vida de l’autor, que va escriure només en aquest any 145 lieders. A més a més va gaudir de la companyia de diversos amics, com Josef von Spaun, el poeta Johann Mayrhofer i l'estudiant de dret Franz von Schoberg. Junts es trobaven freqüentment per escoltar la música de Schubert en reunions que es coneixerien posteriorment com a «Schubertiades» i que representarien el nou fenomen d’una classe mitjana amb formació i sensibilitat musical. Això li va proporcionar més tard una audiència receptiva i contactes importants, com el del baríton J. M. Vogl, que li van donar confiança suficient per abandonar el 1818 l'ensenyament. Va morir el 1828 als trenta-un anys després d’una vida complicada però molt fecunda.
Schubert va ser un dels primers romàntics, incomprès pels seus contemporanis i el compositor que, més que qualsevol altre, va portar la cançó (lied) a la maduresa artística.

## L' obra

### El poema
El poema de Goethe està basat en una obra danesa, Erlkönigs Tocher (La filla del rei dels elfs), traduïda per J. G. Herder a la seva col·lecció de cançons folklòriques, Stimmen der Völker in Liedern, publicada el 1778. Aquest poema, típic de les balades dels països escandinaus, explica com Sir Olaf marxa de casa la seva mare a buscar els convidats al seu casament. A mig camí, es troba els elfs ballant i la filla del rei el convida a ballar amb ella. Ell refusa i l'elfa li llança un encanteri. Sir Olaf torna a casa i l'endemà, quan arriba la núvia, el troba mort.
Al folklore alemany o danès hi ha llegendes al voltant del misteriós personatge del rei dels elfs, on es veu com a presagi de mort. En algunes llegendes només es presenta davant les persones que moriran pròximament, i la manera com apareix és un senyal de com morirà. Així, una expressió pacífica és presagi d’una mort tranquil·la, mentre que una expressió de dolor presagia una mort dolorosa. Altres llegendes expliquen que qualsevol persona que toqui el rei dels elfs morirà.

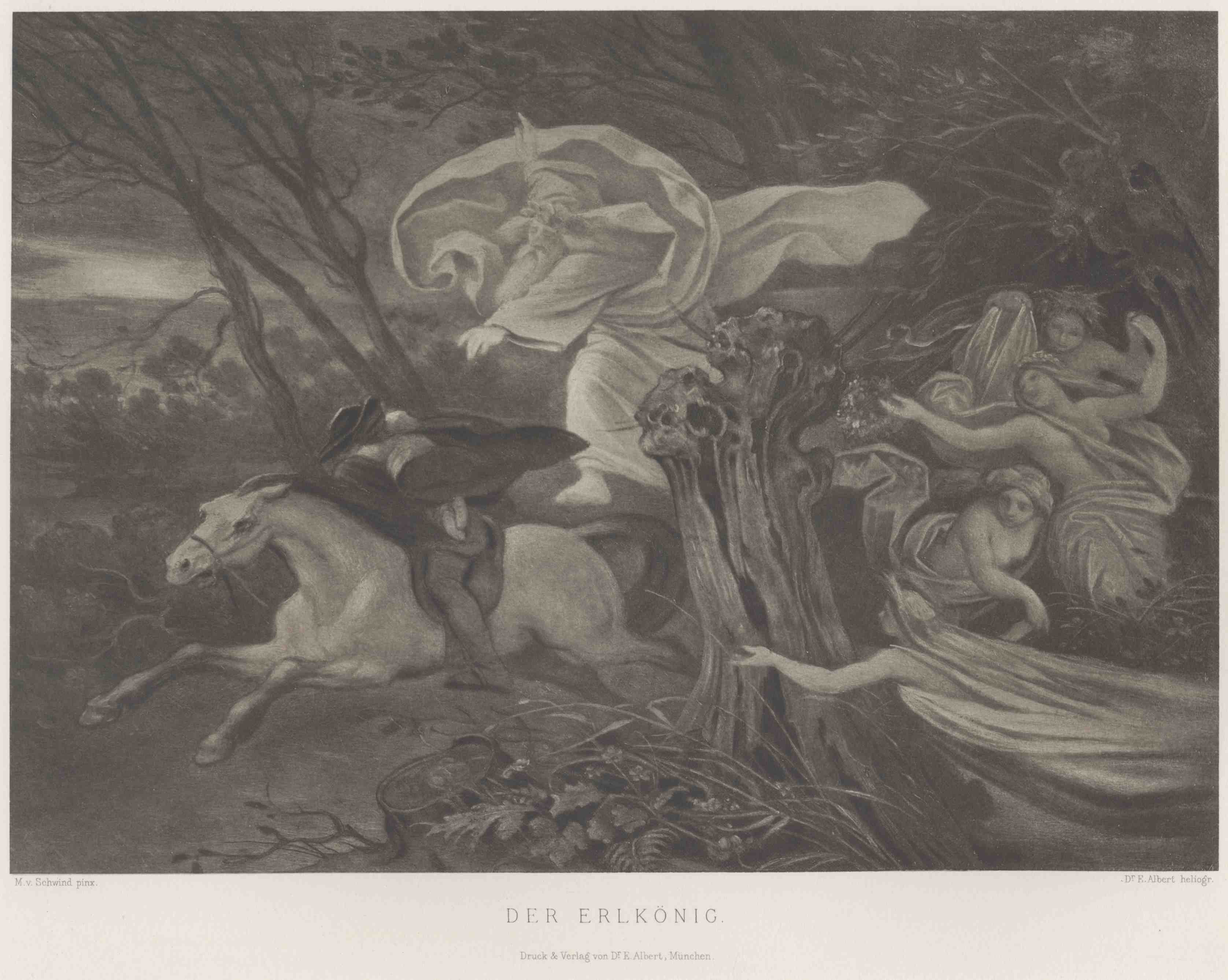

Al poema de Goethe s'hi veuen les dues interpretacions. Així, només el nen pot veure el rei, mentre que el pare el confon amb elements de la natura. A més a més el rei el toca: («Pare meu, pare meu, ara em toca! El rei dels elfs m’ha ferit!»). És a dir, que també compleix amb la segona interpretació. Goethe fa modificacions molt importants al seu poema però utilitza la mateixa llegenda i el protagonista acaba igualment mort. Coincideix la mètrica i fins i tot algunes paraules i frases.
La traducció de Herder del poema utilitza la paraula Erlkönig (rei dels verns, un arbre) en comptes de l’original Ellenkönig (rei dels elfs). Per això a vegades hi ha confusions amb les traduccions.
Erlkönig és un intermedi per al Singspiel de Goethe Die Fischerin (La pescadora) escrit el 1783. El comentari escènic de l’autor diu:
| « | Sota alts àlbers al costat del riu es troben repartides algunes cabanes de pescadors, és de nit i regna el silenci. Sobre un petit foc pengen alguns calders, xarxes i aparells de pesca rauen escampats al voltant. Dorschen (ocupada, canta): “Wer reitet so spät” (Qui cavalca tan tard). La pescadora canta quasi mecànicament el lied per a ella tan familiar mentre treballa. | » |

És un dels lieder sobre els quals Goethe va escriure en una carta a Kayser:
| « | ...que el que els canta els va aprendre de memòria en algun lloc, fent-los servir en algunes situacions. Haurien de tenir melodies pròpies, concretes i rodones, que cridin l'atenció i siguin fàcils de retenir per a qualsevol. | » |

### La versió de Schubert
Escrit quan Schubert tenia divuit anys i publicat sis anys més tard, Der Erlkönig va projectar la carrera de Schubert. La peça va ser posada en escena per primera vegada en un concert l’1 de desembre del 1820 en una reunió privada a Viena i es va presentar al públic el 7 de març del 1821 al Theater am Karntnertor de la mateixa ciutat. Ràpidament va eclipsar totes les altres versions del text de Goethe i el nombre d’actuacions, revisions, reelaboracions i edicions durant aquella dècada i la següent va ser espectacular, i va fer créixer el reconeixement de crítica i públic de Schubert. A la dècada del 1840 ja era reconegut com el compositor clàssic del Lied, el que havia elevat el gènere una vegada humil a un estatus artístic dels més elevats.
Hi ha quatre personatges (el narrador, el pare, el fill i el rei dels elfs) que apareixen en el poema i son representats normalment per un sol cantant. Schubert va posar a cada personatge una escala vocal i un ritme diferents.
1. El narrador: rang mitjà en mode menor.
2. El pare: rang baix en mode menor o major.
3. El fill: rang alt i mode major, així representa la por.
4. El Rei dels Elfs: línia vocal ondulada, es mou amb un acompanyament d'arpegis que provoca un marcat contrast. Està en mode major i normalment es canta en pianissimo, donant un to de persuasió furtiva al personatge.[cal citació]

Hi ha un cinquè personatge implícit en la figura de tresets ràpids que toca el pianista: el cavall.
Aquest lied comença amb un tempo alt, amb octaves i tresets que continuen durant tota la peça. Amb cada prec del nen creix la seva veu i el timbre es fa mes agut. Gairebé al final de la peça hi ha una acceleració (quan el pare intenta anar més de pressa) i després es fa lenta (mentre arriba). Al final la música s'atura a «In seinen Armen das Kind war tot» (Als seus braços el nen era mort) i acaba amb una cadència dramàtica.
Erlkönig és considerada una composició molt difícil de cantar degut a la caracterització vocal que requereix el cantant i a la dificultat del piano, que implica la repetició ràpida d'acords i octaves per a crear el drama i la urgència del poema original.

#### Procés de creació
El dia 16 de novembre del 1815 Joseph von Spaun va ser testimoni de la creació de Erlkönig, El rei dels elfs:
| « | Vam trobar a Schubert ardent, llegint en un llibre en veu alta Erlkönig. Va caminar amunt i avall diverses vegades amb el llibre, de sobte es va asseure i en un moment es va trobar l'esplèndida balada plasmada sobre el paper. Vam córrer amb ella al Konvikt perquè Schubert no tenia piano i allà, aquella mateixa nit, es va cantar Erlkönig, essent rebut amb entusiasme. Després ho va tocar al piano el mateix Rukiczka, sense cant, posant l'atenció a cada una de les parts i es va emocionar profundament amb la composició. Quan alguns van voler ressaltar la dissonància que es repetia una vegada i una altra, Ruziczka els va explicar, interpretant-ho al piano, de quina manera es corresponia necessàriament amb el text, lo bella que resultava en moltes ocasions i com aconseguia una feliç resolució. | » |

En altres records, aquesta vegada el 1829, Spaun insisteix que el lied es va escriure en una sola tarda:
| « | En Schubert, la rapidesa de composició era prodigiosa. Bona prova n'és el fet que la lectura i composició d'Erkönig de Goethe va ser obra d'una sola tarda. No passava un sol dia sense la creació de nous i esplèndids lieder. Aquesta època va ser tan rica en meravelloses produccions que serà inoblidable per als seus amics. | » |

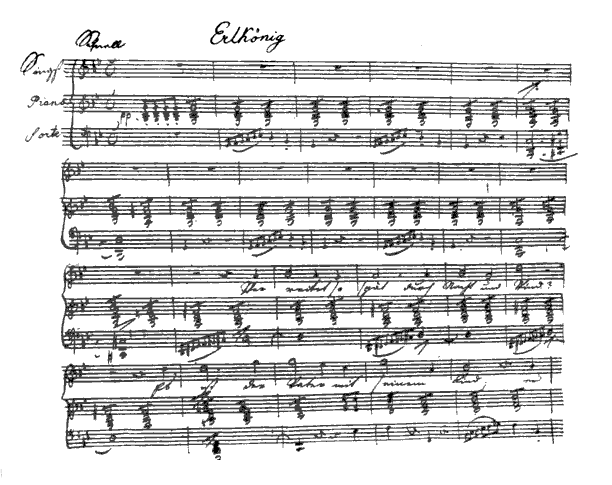
Manuscrit de Schubert

Tot i així, molts historiadors i investigadors, com Maurice J. E. Brown o Bribitte Massin, neguen que el lied hagués pogut ser escrit de manera tan ràpida, entre altres coses perquè en va fer tres versions abans de la definitiva, que publicaria el 1821 com al seu Opus 1 (després seria catalogada com a D.328). Per altra banda, s'ha de tenir en compte, com ressalta Fischer-Diskau, que Schubert no escrivia totes les repeticions de l’acompanyament, i que per tant la notació era molt ràpida.

El Rei dels Elfs va provocar una profunda impressió entre els seus amics:
| « | Finals d'octubre de 1815, quan vaig tornar a Viena després de las vacances vaig descobrir el Rei dels elfs, que Schubert havia compost a casa del seu pare. Aquest lied em va causar una impressió tan profunda, que la sorpresa no em va abandonar fins molt temps després que ell hagués abandonat l'establiment. | » |

Records d'Anton Stadler.
El 17 d’abril del 1816 es va enviar un paquet a Goethe amb totes les cançons que Schubert havia fet amb els seus textos (entre elles Der Erlkönig), juntament amb una carta de Spaun, però no va rebre cap resposta. No s'ha trobat una explicació clara al silenci del gran autor.

Finalment, també Goethe va arribar a reconèixer la gran obra que havia fet Schubert quan, després de sentir-ne la interpretació de la famosa cantant Wilhelmine Schröder-Devirent, li va agafar el cap entre les mans, li va fer un petó al front i va dir:
| « | Havia sentit aquesta obra abans, i no m'havia agradat massa. Però interpretada així, la cançó sencera es moldeja a si mateixa i es transforma en una imatge visible. | » |

### Altres versions
Aquest poema de Goethe va cridar l’atenció de molts compositors, que van voler fer-ne l’acompanyament musical, la majoria presentant l'Erlkönig com un espectre aterridor. Johann Friedrich Reichardt (1752-1814) o Carl Friedrich Zelter (1758-1832) en van fer versions bàsicament rítmiques i monòtones, que desaprofiten el contingut dramàtic del text. Ludwig van Beethoven va treballar amb el poema als vint-i cinc anys però en va deixar només un esbós. Carl Loewe (1796-1869) en va fer una versió bastant més encertada que les anteriors, amb diferents veus per a cada personatge i molt de dramatisme. Però va ser Schubert qui va aconseguir captar tota l'essència del poema de Goethe, amb la veu fantasmal que dona al Rei dels Elfs. Hi ha una conversa transmesa per Friederich Forster en la qual presenta el seu fill adoptiu, Carl Eckert, el que després seria un gran director, a Goethe, on parlen de les diferents versions:
| « | Goethe va elogiar el noi, va tenir una detallada conversa amb ell i li va preguntar si coneixia altres composicions [de l'Erlkönig] i quines considerava més bones. En aquell moment, la composició ingeniosa i coneguda de Schubert encara no es podia aconseguir. El meu petit compositor va respondre que només coneixia les versions de Reichard i Klein, que no li agradaven perquè feien cantar el rei molt sinistrament. Ell creia que si el rei parlava tan greu el noi li tindria por; el rei havia d'intentar atraure el noi a través de la seva cançó. Goethe hi va estar d'acord. [...]. Hem de dir que el noi ho havia entès bé […] va dir: tu ho has de saber millor que ningú: com se sent un noi, mentre cavalca de nit entre els braços del seu pare, quan el rei dels elfs el sedueix. Fins i tot hem d'admetre que, com a rei fantasma, pot adoptar qualsevol forma i pot cantar primer de manera suau i atractiva i amenaçadora després. | » |

Per tant, semblaria que la interpretació de Schubert seria la més encertada segons el mateix autor, tot i que sabem que ell tenia una concepció de la música com a acompanyament del text i no com una part més de la creació artística.

## Text
| Original Alemany | Traducció Català |
| --- | --- |
| Wer reitet so spät durch Nacht und Wind? Es ist der Vater mit seinem Kind; Er hat den Knaben wohl in dem Arm, Er faßt ihn sicher, er hält ihn warm. "Mein Sohn, was birgst du so bang dein Gesicht?" "Siehst, Vater, du den Erlkönig nicht? Den Erlenkönig mit Kron und Schweif?" "Mein Sohn, es ist ein Nebelstreif." "Du liebes Kind, komm, geh mit mir! Gar schöne Spiele spiel' ich mit dir; Manch' bunte Blumen sind an dem Strand, Meine Mutter hat manch gülden Gewand." "Mein Vater, mein Vater, und hörest du nicht, Was Erlenkönig mir leise verspricht?" "Sei ruhig, bleibe ruhig, mein Kind; In dürren Blättern säuselt der Wind." "Willst, feiner Knabe, du mit mir gehn? Meine Töchter sollen dich warten schön; Meine Töchter führen den nächtlichen Reihn, Und wiegen und tanzen und singen dich ein." "Mein Vater, mein Vater, und siehst du nicht dort Erlkönigs Töchter am düstern Ort?" "Mein Sohn, mein Sohn, ich seh es genau: Es scheinen die alten Weiden so grau." "Ich liebe dich, mich reizt deine schöne Gestalt; Und bist du nicht willig, so brauch ich Gewalt." "Mein Vater, mein Vater, jetzt faßt er mich an! Erlkönig hat mir ein Leid getan!" Dem Vater grauset's, er reitet geschwind, Er hält in Armen das ächzende Kind, Erreicht den Hof mit Müh' und Not; In seinen Armen das Kind war tot. | Qui cavalca tan tard a través del vent i la nit? És un pare amb el seu fill. Té el petit al seu braç. El porta segur i tebi a la falda. —Fill meu, per què amagues la cara espantada? —No veus, pare, el Rei dels Elfs? El Rei dels Elfs amb corona i mantell? —Fill meu, és el rastre de la boira. —Dolç nen, vine amb mi! Jugaré meravellosos jocs amb tu; hi ha moltes flors encisadores a la ribera, la meva mare té moltes peces daurades. —Pare meu, pare meu, no sents el que el Rei dels Elfs em promet? —Calma, mantingues la calma, fill meu; el vent mou les fulles seques. —No vols venir amb mi, bon minyó? Les meves filles t'atendran bé; les meves filles fan la seva dansa nocturna, i elles t'amanyagaran i ballaran perquè t'adormis. —Pare meu, pare meu, no veus allà les filles del Rei dels Elfs, en aquell lloc fosc? —Fill meu, fill meu,ho veig bé: són els arbres de salze grisos. —T'estimo, m'encanta la teva bella figura; i si no fas cas, faré servir la força. —Pare meu, pare meu, ara em toca! El Rei dels Elfs m'ha ferit! El pare tremola i cavalca més de pressa, porta el nen que gemega als seus braços, arriba a la masia amb dificultat i urgència; als seus braços, el nen era mort. |

## Interpretacions i partitura
- Interpretació de Daniel Norman (tenor) i Sholto Kynoch (piano). (Consulta feta el 13 de novembre del 2016)
- Interpretació de Jessye Norman. (Consulta feta el 13 de novembre del 2016).
- Enllaç per a descarregar la partitura. (Consulta feta el 13 de novembre de 2016).

## Interpretacions modernes
- El 2015 el cantautor Roger Mas publica la seva interpretació de l'Erlkönig dins del seu àlbum Irredempt: El rei dels verns (consulta al Videoclip Oficial feta el 19 de maig de 2018).